# Paseo (fusilamiento)
Paseo es el eufemismo procedente de la ley de fugas y del cine con el que se conoció a una serie de episodios de violencia y represión política acaecidos durante la guerra civil española, que tuvieron lugar especialmente en el bando sublevado,aunque también se produjeron en el bando republicano, y que vivieron su auge entre julio y diciembre de 1936. Se iba a buscar a las víctimas con la excusa de sacarles a dar un paseo, que terminaba con el fusilamiento en los descampados, muchas veces de noche. Era en realidad un procedimiento abreviado de asesinar en forma de "Ley de fugas". A veces participaban en ellos delincuentes comunes.
Indalecio Prieto definiría en 1961 en Cartas a un escultor estos paseos como:

Ejecuciones sin sumario que se prodigaron en las dos zonas de España y que nos deshonraron por igual a los españoles de uno y otro bando.
Indalecio Prieto (1961).

Aunque también en un discurso por radio emitido el 8 de agosto de 1936, informaba:

“Por muy fidedignas que sean las terribles y trágicas versiones de lo que ha ocurrido y está ocurriendo en tierras dominadas por nuestros enemigos; aunque día a día lleguen, agrupados en montones, los nombres de camaradas, de seres queridos, en quienes la adscripción a un ideal bastó para condenar a sufrir una muerte alevosa, no los imitéis; no imitéis esa conducta, os lo suplico."
Indalecio Prieto (1936).

La propia cita de Serrano y Álvarez explica: 
Uno de los aspectos más dramáticos de la guerra civil se concentró en la represión sistemática que llevaron a cabo los vencedores de la contienda. Concebida como una guerra de exterminio contra los vencidos, la muerte no solo llegó generosa en los campos de batalla sino que también otra guerra, la guerra de las retaguardias, se desarrolló simultáneamente en los paseos y en las ejecuciones tras los juicios sumarísimos. (pag. 78)
Maruxa Mallo explica, en su "Relato veraz de la realidad de Galicia, publicado en La Vanguardia en agosto de 1938, el sentido de esta denominación:
A esta forma de asesinar la llaman: "Sacar de las cárceles y casas para dar un paseo". "No hay que dejar ni un rojo", dicen las fuerzas inertes armadas con profundo rencor ante la potencia creadora del pueblo, ante la realidad histórica de los trabajadores.

El escritor ruso Alexandr Solzhenitzyn utiliza la misma expresión para referirse a los fusilamientos sumarios que tuvieron lugar en la Guerra Civil rusa durante los años 1934 después de la revolución bolchevique.